# Jenny Wikensten
Jenny Iréne Wikensten, född 1 augusti 1988 i Göteborg, är en svensk tidigare handbollsspelare (högersexa), som spelade hela sin karriär i Partilleklubben IK Sävehof.

## Karriär
Jenny Wikensten spelade hela sin karriär för IK Sävehof. Det blev 20 år i Sävehofs svartgula dress för henne. Handbollskarriären började hon som sjuåring. Redan första året i A-laget 2006 kom första SM-guldet. Under sina år i Sävehof har Wikensten varit med om att ta nio guldmedaljer. Den nionde titeln, 2015, innebar en tangering av det rekord som Ann-Britt Furugård och Eva Älgekrans tog under deras tid i Stockholmspolisens IF under 1970- och 80-talen.
Wikensten gjorde ofta bra matcher i Sävehof. Ett exempel den 1 oktober 2014 mot 10 mål mot Skövde HF i elitserien. Efter finalen 2015 slutade Wikensten som spelare. I en artikel i Göteborgs-Tidningen den 21 maj 2015 sammanfattas Wikenstens karriär.
I landslaget spelade Wikensten 35 landskamper 2009-2010 och var med i VM-truppen 2009 i Kina.
Wikensten lever tillsammans med handbollskommentatorn och tidigare spelaren Charlie Sjöstrand.

## Meriter
- Nio SM-guld (2006, 2007, 2009, 2010, 2011, 2012, 2013, 2014 och 2015) med IK Sävehof